# Reykjavik
Reykjavik (isl. Reykjavík) je glavni, a ujedno i najveći grad Republike Island. 
Osnovao ga je 870. norveški Viking Ingólfur Arnarson (ponekad zvan Björnólfsson) izgradivši farmu, te mu dao ime Reykjavík odnosno "dimni zaljev" po bijeloj pari tj. dimu koji se dizao iz toplih izvora (isl. að reykja - pušiti (se); vík - zaljev). 
Smješten je na jugozapadnoj obali otoka, a njegova geografska širina 64°08' ga čini najsjevernijim svjetskim glavnim gradom jedne suverene države. Sa svojih 118.326 (2010.) stanovnika čini trećinu populacije Islanđana, a s okolnim naseljima ima i više od 200.000 stanovnika što pak čini oko 60% stanovništva države.

## Povijest
Tek mnogo stoljeća kasnije nakon začetka naseobine u 9. st., negdje oko polovice 18. st. počeo je rasti gradić oko farmi zahvaljujući kraljevskom ovrhovoditelju Skúliju Magnússonu, još zvanom i Ocem Reykjavika. On je pokrenuo radionice vune na tom prostoru kao dio nastojanja moderniziranja islandske ekonomije. To je dovelo do početka urbanog razvoja Reykjavika koji je 1786. dobio status grada.
Islandski parlament, Alþingi, osnovan je 930. na mjestu Þingvellir, nešto više od 40km udaljenom od današnjeg Reykjavika. Godine 1798. Alþingi je ukinut, ali je 1845. ponovno uspostavljen u Reykjaviku gdje je tada smještena islandska vlada i sva administracija. U dogledno vrijeme, kada je Island dobio samoupravu, a potom i neovisnost od danskog upravljanja, Reykjavik je postao glavni grad Islanda.
Brzim ekonomskim razvojem u 20. st., Reykjavik je postepeno rastao, a naročito u drugoj polovici stoljeća. Danas je on gospodarsko, prometno, kulturno i političko središte sa suvremenim gradskim četvrtima i prostranim zelenim površinama, te živopisnim kućama raznobojnih fasada i krovova. 

## Znamenitosti
Istaknutije znamenitosti su zgrada islandskog parlamenta (Alþingishúsið), luteranska katedrala Hallgrímskirkja, te jezerce Tjörnin u samom centru grada i spremište tople vode s rotirajućom kupolom - Perlan na brdašcu Öskjuhlíð. 
Od ostalih kulturnih znamenitosti svakako treba spomenuti zgrade Islandskog sveučilišta (Háskóli Íslands), Nacionalni muzej (Þjóðminjasafn Íslands) i povijesni gradski muzej na otvorenom (Árbæjarsafn). Reykjavik je grad muzike, umjetnosti i bogatog noćnog života.

### Obnovljiva energija
Reykjavik je jedan od najčišćih gradova na svijetu jer koristi obnovljive izvore energije. Svaki dan geotermalna energija iz podzemlja se koristi za stvaranje električne energije i topline 95% svih zgrada u gradu. Reykjavik dugo vremena održava naslov najvećeg svjetskog i najsloženijeg geotermalnog sustava grijanja korisnika, a dobivanje tople vode iz prirodnih izvora počelo je davne 1930. Danas geotermalnu energiju koristi cijeli grad s pretvaranjem u električnu energiju 750 MW, te toplinske energije pare i tople vode distribucijskog sustava stvara 60 milijuna m3 tople vode godišnje. U 2006. 26,5% električne energije u Islandu je dobiveno iz geotermalne energije, a 73,4% iz hidroelektrana, a samo 0,1% iz drugih izvora. Brojke jasno pokazuju da korištenje ovih obnovljivih izvora energije masivno smanjuje ovisnost Reykjavika o fosilnim gorivima i grad je postao jedan od najčišćih gradova na svijetu. Geotermalna energija je također je pridonijela da se Island pretvori iz relativno siromašne zemlje među one koje uživaju vrlo visoki životni standard.
Posebni geološki uvjeti Islanda omogućuju da se koristi velika prednost geotermalne energije i to zbog položaja uz Atlantski greben, koje je planinski lanac s visokom koncentracijom vulkana. Island dobiva većinu grijanja i električne energije iz 5 geotermalnih elektrana koje se nalaze 30 km istočno od Reykjavika u posebnom području bogatim geotermalnom energijom. Island se nalazi na terenu s puno pukotina i napuklina koje dopuštaju da lako iskoriste prirodno pojavljivanje topline iz geotermalnih izvora. Trenutno tvrtka Reykjavik Energy opslužuje oko 170 000 ljudi, te proizvodi 63 milijuna m3 tople vode godišnje. Na grijanje prostora otpada 85% ove vode, dok na kupanje i pranje otpada 15% energije. "Grijanje prostora" kategorija je koja uključuje grijanje kuće, bazena, staklenika, cesta i nogostupa na kojima se skuplja snijeg. Reykjavik Energy dobiva vodu iz temperaturnih polja (s temperaturama ispod 150 °C, nalazi se oko 1000 metara ispod površine), kao i visokih temperaturnih polja (s temperaturama iznad 200 °C, nalazi daleko ispod 1000 metara dubine linije). Voda iz niskog temperaturnog polja se može koristiti kao topla voda iz slavine ili se može izravno koristiti za grijanje zgrada nakon što je poslana u gradski distribucijski sustava koji se sastoji od preko 1 300 kilometara cjevovoda. Voda iz područja visoke temperature koristi se za proizvodnju električne energije i mora proći kroz izmjenjivač topline i pročišćavanje prije nego što možete ući u gradski distribucijski sustav. U ovom sustavu vode se ohladi ili ponovno kruži i dogrijava se dodavanjem toplije vode, te se ispušta direktno u kanalizaciju.

## Geografija
Reykjavík se nalazi na jugozapadnoj obali Islanda u zaljevu Faxaflói, dobrim dijelom na poluotoku Seltjarnarnes. Područje oko grada je okarakterizirano brojnim poluotocima, uvalama, tjesnacima i otočićima. Za vrijeme ledenog doba (otprilike prije 10.000 godina) veliki ledenjak je pokrivao dijelove današnjeg grada. Drugi dijelovi su bili prekriveni morem. 
U toplim periodima i na samom kraju ledenog doba, brda poput Öskjuhlíð-a su bila otoci. Nekadašnji nivo mora je označen sedimentima (sa školjkama) dosežući (na primjeru Öskjuhlíð-a) 43m iznad postojeće razine mora. Brda Öskjuhlíð i Skólavörðuholt čini se da su ostaci vulkana koji su bili aktivni u toplijim periodima ledenog doba.
Nakon ledenog doba se zemlja izdigla kada su se ledenjaci povukli čineći reljef onakvim kakav je danas. No područje glavnog grada se nastavilo oblikovati zemljotresima i vulkanskim erupcijama, kao ona od prije 4.500 godina u planinskom lancu Bláfjöll kada je lava tekući niz dolinu Elliðaárdalur došla do mora u zaljevu Elliðavogur u koji se danas ulijeva  Elliðaár
Najveća rijeka koja teće kroz Reykjavik je Elliðaár koja se u islandskom jeziku naziva u množini jer se dijeli neposredno prije ušća (u pravilu bi naziv bio Elliðaá). Rijeka nije plovna, no ona je jedna od najboljih rijeka za pecanje lososa na cijelom Islandu. Planina Esja na poluotoku Kjalarnes sa svojih 914 m je najveća planina u blizini i nalazi se 10-ak km sjeverno od Reykjavika.

## Klima
Temperatura zimi vrlo rijetko padne ispod -10 °C. Razlog tome je topla Golfska struja pod čijim je utjecajem islandsko priobalje. Klima je subpolarna oceanska, a grad Reykjavik se nalazi na sjevernom rubu umjerenog pojasa. 
Položaj na obali ga izlaže oceanskim vjetrovima, pa su tako jaki udari vjetra zimi česti. Ljeta su svježa s temperaturom između 10 i 15 °C, ponekada i preko 20 °C. Vrijeme se u jednom danu može promijeniti nekoliko puta, praćeno vjetrom, niskom naoblakom, sunčanim razdobljima ali i kišom.
Reykjavik nije grad s mnogo padalina ali i usprkos tome u prosjeku ima 213 dana godišnje u kojima se bilježe oborine. Sušna razdoblja su rijetka iako se ponekada znaju pojaviti ljeti. U ljetu 2007. nije zabilježena ni jedna kap kiše čitavih mjesec dana. Proljeće i prvi dio ljeta su najsunčanija doba godine, naročito od svibnja do kraja srpnja. Godišnje ima nešto manje od 1300 sunčanih sati. 
Najveća ikada zabilježena temperatura u Reykjaviku je bila 26,2 °C na dan 30. srpnja 2008., dok je najniža bila -24,5 °C na dan 21. siječnja 1918. Temperatura se nije spustila ispod -20 °C od 30. siječnja 1971. Reykjavik je bio prvi na listi "15 najzelenijih gradova" američkog online časopisa Grist godine 2008.
Maksimalna i minimalna temperatura, količina oborina i broj sunčanih sati tijekom godine u Reykjaviku:
| Mjesec                 | Sij   | Vel   | Ožu    | Tra    | Svi    | Lip    | Srp    | Kol    | Ruj    | Lis   | Stu   | Pro  | Godina   |
| ---------------------- | ----- | ----- | ------ | ------ | ------ | ------ | ------ | ------ | ------ | ----- | ----- | ---- | -------- |
| Maksimalna temperatura | 1°C   | 2°C   | 2°C    | 5°C    | 8°C    | 11°C   | 13°C   | 12°C   | 10°C   | 6°C   | 3°C   | 2°C  | 6°C      |
| Minimalna temperatura  | -2°C  | -1°C  | -1°C   | 0°C    | 3°C    | 6°C    | 8°C    | 7°C    | 5°C    | 2°C   | 0°C   | -2°C | 2°C      |
| Oborina                | 89mm  | 64mm  | 62mm   | 56mm   | 42mm   | 42mm   | 50mm   | 56mm   | 67mm   | 94mm  | 78mm  | 79mm | 779mm    |
| Sunčanih sati          | 24,8h | 53,7h | 111,6h | 141,0h | 192,2h | 162,0h | 170,5h | 155,0h | 126,0h | 83,7h | 39,0h | 9,3h | 1.268,8h |

## Demografija
Reykjavík je multikulturalan grad u kojem danas živi najmanje 100 nacionalnosti. Najzastupljeniji su Poljaci, Filipinci i Danci. 
U godini 2010. stranci su činili 7% ukupnog stanovništva grada, a bilo ih je preko 20.000. 
Kronologija rasta stanovništva užeg dijela Reykjavika od 1801. do 2008.
| God.  | Stan.  |
| ----- | ------ |
| 1801. | 600    |
| 1860. | 1450   |
| 1901. | 6321   |
| 1910. | 11 449 |
| 1920. | 17 450 |
| 1930. | 28 052 |
| 1940. | 38 308 |
| 1950. | 55 980 |
| 1960. | 72 407 |

| God.  | Stan.   |
| ----- | ------- |
| 1970. | 81 693  |
| 1980. | 83 776  |
| 1985. | 89 868  |
| 1990. | 97 569  |
| 1995. | 104 258 |
| 2000. | 110 852 |
| 2005. | 114 800 |
| 2006. | 115 420 |
| 2007. | 117 721 |
| 2008. | 119 848 |

Područje šireg Reykjavíka čini šest općina-gradova:
1. Mosfellsbær (8.527 stanovnika (2010.))
2. Kópavogur (30.314)
3. Garðabær (10.587)
4. Bessastaðahreppur (ili Álftanes) (2.524)
5. Hafnarfjörður (25.872)
6. Seltjarnarnes (4.406)

## Galerija
- Pogled na Reykjavík s katedrale
- Zaljev Faxaflói i vulkan Esja
- Tjörnin u centru Reykjavíka

## Vanjske poveznice
- Službena stranica
- Foto galerija